# Perdona nuestros pecados (programa de televisión argentino)
Perdona Nuestros Pecados (también conocido por su sigla PNP) fue un programa televisivo argentino que se emitió entre 1994 y 2002. Era conducido por Raúl Portal y Federica Pais en su primera etapa. Luego, País fue sustituida por Mariana Fabbiani y en la última etapa por Carola Kirkby. También participaron en el programa varios chicos surgidos del programa Magazine For Fai como Martín Piroyansky, Martín Slipak, Maida Andrenacci y Laura Cymer quien imitaba a Mariana Fabbiani. PNP fue producido por GP Producciones, también productora de Magazine For Fai, que pertenecía a Gastón Portal, hijo de Raúl.
El programa se basaba en encontrar errores o hechos humorísticos en los demás programas que se emitían en la televisión local. Fue el pionero de un estilo que luego sería retomado por otros programas como Televisión Registrada, El ojo cítrico, RSM, Ran15, Zapping y Bendita, entre otros.
Dentro de este programa, también había secciones especiales como: "PNP Informa", "Perdona Nuestros Playback", "La Preguntonta", "El juego del Error", "Bolufrases" y "Diccionario de Cagastellano", entre otras.
En 2003, el productor Diego Gvirtz fue demandado por la familia Portal debido a que ellos consideraban que la idea de usar material televisivo de archivo en televisión fue originalmente creado por ellos, además de que según ellos la estructura general del programa TVR era muy similar a la de Perdona nuestros pecados. Sin embargo, el juicio fracasó.

## España
En 1998 se intentó trasladar el formato a España pero solo se emitió el primer programa debido a un conflicto entre cadenas por usar imágenes de la competencia. Sus presentadores iban a ser Jordi Estadella, Inma del Moral y Paula Vázquez, y la cadena iba a ser Telecinco.